# Hemmoor
Hemmoor é uma cidade da Alemanha localizada no distrito de Cuxhaven, estado da Baixa Saxônia.
É membro e sede do Samtgemeinde de Hemmoor.